# The Plan (jeu vidéo)
Pour les articles homonymes, voir The Plan.
The Plan (stylisé Th3 Plan) est un jeu vidéo d'action développé par Eko Software et édité par Monte Cristo Multimédia, sorti en 2006 sur Windows et PlayStation 2.

## Histoire
Robert Taylor (nom de code The Mind) et son copain d'université Stephen Foster forme une équipe dans l'objectif de subtiliser deux peintures de Rembrandt pour obtenir un diamant de taille considérable. Cependant, les évènements tournent mal pendant le cambriolage et le troisième membre du trio, Alan Siegel (nom de code Poker) se fait attraper. Foster récupère pour son compte l'un des tableaux et abandonne Taylor à son sort. Suit une ellipse de cinq ans. Taylor libère Siegel de prison et, ensemble, ils décident de se venger de Foster.

## Système de jeu
Le jeu est articulé autour de missions indépendantes. Le système de jeu porte sur la possibilité d'incarner 3 personnages en même temps. A chaque début de mission, l'écran de jeu se divise en trois zones, une principale et deux secondaires. Chaque sous-écran montre le point de vue des autres personnages non contrôlés a l'instant et peut permettre la décision de la mise en exécution de certaines actions (distraire un garde par exemple). Il y a également la possibilité d'utiliser des gadgets comme des crochets pour serrure et un drone télécommandé. 

## Accueil
- Jeuxvideo.com: 7/20[3] (Version PC), 12/20[4] (Version PS2)

- Eurogamer: 3/10[5]
- Metacritic: 50/100[6]
- Gamespot: 4/10[7]
- Gamezone: 5.5/10[8] (Version PS2)
- IGN: 6.5/10[1]

Certaines critiques portent sur la qualité graphique du jeu, l'IA des ennemis rencontrées dans les niveaux, la maniabilité et la pertinence scénaristique.  